# غنچه‌های زخمی
غنچه‌های زخمی (به ترکی استانبولی: Kırgın Çiçekler) مجموعهٔ تلویزیونی در ژانر درام و دلهره‌آور روان‌شناختی است که از ۲۹ ژوئن ۲۰۱۵ تا ۱۲ مارس ۲۰۱۸ در ۳ فصل و ۱۱۳ قسمت ۱۵۰ دقیقه‌ای از شبکه آ تی‌وی ترکیه پخش شده است.
این مجموعه در زمان پخش یکی از محبوب‌ترین مجموعهٔ تلویزیونی‌های ترکی بود و در ایران طرفداران زیادی دارد.

## خلاصهٔ داستان
این مجموعهٔ تلویزیونی داستان ۵ دختر تنهای به دور از خانواده و مجادله‌های آن‌ها در راه زندگی در سنین نوجوانی را به تصویر می‌کشد. ایلول در یک خانه کوچک به همراه مادر، خواهر کوچکتر و ناپدری‌اش زندگی می‌کند. ایلول همیشه مورد تجاوز جسمی و عاطفی از سوی ناپدری‌اش قرار می‌گیرد. زمانی که او این موضوع را به مادر خود انتقال می‌دهد، مادرش او را باور نکرده و وی را به یک یتیم‌خانه می‌سپارد. او در ابتدا تلاش بسیاری برای ماندن نزد مادر و خواهرش می‌کند و از رفتن به پرورشگاه بسیار ناراحت و دلگیر است اما به تدریج به هم اتاقی‌های خود که ۴ دختر هم سن و سال او هستند، وابسته شده و از آن به بعد این وابستگی هیچگاه کمرنگ نمی‌شود. در ادامه ژانر مجموعهٔ تلویزیونی به اکشن هندی تغییر پیدا می‌کند و ایلول و دوستانش طی ماجراجویی‌هایی تیر می‌خورند و در آتش گرفتار می‌شوند و حتی با ماشین از دره پرت می‌شوند و حتی سونگول در این حادثه می‌میرد.
! نام !! نقش !! قسمت‌ها !! شخصیت
(ایپک کاراپینار:فریده گونگور ۱_۱۱۳) او معاون پرورشی است. وقتی نامزد اولش (ودات) به او خیانت کرد، او از ودات جدا شد و خانه اش را ترک کرد و به طبقه پایین خانه توپراک نقل مکان کرد. آنجا با توپراک آشنا شد و با او ازدواج کرد. فریده یک فرد با تجربه و با اعتماد به نفس است. او مددکار پرورشگاه دولتی دخترانه (یتیم خانه) است. آنها دختر و پسر مسعوده و کمال رو به فرزندی قبول کردند.
(اوزگور چویک: توپراک ارن ۱_۱۱۳) او یک فرد عادل و صادق است که عاشق حرفه و فرزندانش است. او همسر فریده است.
(بیران داملا ییلماز: ایلول اجار ۱_۱۱۳) ایلول یک دختر ۱۶ ساله که وقتی ۱۱ سالش بود پدرش را از دست داد. در یک خانه کوچک با مادرش مسعوده، خواهرش بوشرا و پدر ناتنی اش (کمال ییلماز) زندگی کرد. کمال به ایلول تجاوز می‌کند و در این مورد به مادر خود گفت اما مادرش ایلول را باور نکرد و به یتیم خانه می‌برد و بعد از آن زندگی ایلول در یتیم خانه همراه با ۴ دختر دیگر که همدمش می‌شوند آغاز می‌شود. در قسمت ۷۷ مادرش مسعوده را از دست می‌دهد. دوست پسر او سرکان است ولی در فصل سوم با سرکان رابطش تمام می‌شود و در آخر با علی ازدواج می‌کند.
(گوکچه آکیلدیز: سونگول جلن ۱_۱۱۳) او ۱۶ سال دارد. وقتی ۴ سالش بود مادرش مرد، پدرش زندان افتاد. بستگانش او را نگه نداشتند و به یتیم خانه تحویل دادند. او ظاهرش سخت و غمگین و است اما باطنش عاطفی و صادقانه است. او همچنین شجاع و بسیار فداکار است. سونگول و «گونی» عاشق هم می‌شوند. بعدها آن دو مخفیانه ازدواج می‌کنند چون خانوادشان با، باهم بودنشان مخالف بودند و می‌خواستند آن دو را از هم جدا کنند. او در نهایت (قسمت آخر پایان فصل) می‌میرد و دختر کوچکش به دست گونی و دوستانش بزرگ می‌شود.
(هازار موتان: جمره درین اوغلو ۱_۱۱۳) او زندگی پولداری داشت و در ابتدا دختران یتیم خانه را مسخره می‌کرد اما پدر و مادرش را در ۱۶ سالگی از دست داد، بستگانش از او حمایت نکردند و به یتیم خانه افتاد و سپس با دختران رابطه دوستانه بسیار محکمی پیدا کرد. او بعدها می‌فهمد که پدرش با زنی رابطه داشته و خواهری به نام زینب دارد. او در ابتدا عاشق سرکان بود و سپس او دوست دختر گوکهان شد ولی گوکهان مرد و در آخر دوست پسر او سرکان شد.
(چاقلا ایرماک:کادر ۱_۱۱۳) او ۱۶ ساله است. مادرش بعد از متولد شدنش او را روی کیسه آرد گذاشت. مادرش به مدیر یتیم خانه (نریمان) می‌گوید که دخترش را نمی‌خواهد (و کادر از نوزادی در یتیم خانه بزرگ می‌شود). بعدها کادر مادرش بانو را پیدا می‌کند. بعدها بانو از پدر گونی حامله می‌شود و بعد از به دنیا آمدن بچه‌اش، بچه خود را به قتل می‌رساند به همین علت به بیمارستان روانی منتقل می‌شود. بعدها، بعد از مرگ پدربزرگش، می‌فهمد که او پدربزرگش بوده و در ویلایش با اژدر و … زندگی می‌کند و مدتی پولدار می‌شود. برای مدتی مرت عاشق او بود ولی کادر جنک رو دوست داشت و به مرت گفت و رابطه ای بینشون شکل نگرفت بعد کادر با جنک وارد رابطه شدند ولی بعدها جنک رابطه شون رو تمام کرد. او در قسمت‌های پایانی یاووز رو کشت و به همراه دوستانش به مدت ۳ سال به زندان رفت.
(آلینا سولاکر: مرال کندیر ۱_۱۱۳) او ۱۶ سال دارد. او بنظر بداخلاق و بدذات می‌آید اما قلبش سرشار از مهربانی است. او اول با دختران رابطه خوبی نداشت اما بعد از مدت کوتاهی وارد جمع آنها شد. مرال همچنین شخصیت بامزه و شیطونی دارد اما بعضی وقت‌ها فقط به خودش اهمیت می‌دهد. در ابتدا جنک عاشق او بود اما بعد عاشق کادر شد. در فصل‌های بعدی مادرش را می‌بیند اما مادر او توسط عباس کشته می‌شود بعد از آن مارال در همین حالت غمگینی می‌ماند. مدت‌ها بعد، عشقش «مرت» وارد زندگی او می‌شود. و باهم دوست می‌شوند. مرال و مرت در قسمت پایانی در شرایط سخت به گفته مرال برای تلف نشدن زنگی مرت برای این که خود را مجرم می‌دید جدا شدند.
شخصیت‌های دیگر
! نام !! نقش !! قسمت‌ها !! شخصیت
(عارف دیرن: گونی ارتورک ۱_۱۱۳) او یک خانواده ثروتمند دارد و در ابتدا یک پسر قلدر و بدذات بود که دختران را بسیار اذیت کرد و شرایط بدی را برای آنها به‌وجود آورد. اما سپس او عاشق سونگول و دوست پسر سونگول شد. آنها بعدها باهم ازدواج می‌کنند و بچه‌دار می‌شوند. پس از مرگ سونگول، گونی همراه با دخترشان با خاطره سونگول که در قلبش و چهره دخترش بود زندگی کرد.
(مهمت آیکاچ: سرکان اوزگون ۱۱۳–۱) او یک خانواده ثروتمند دارد. سرکان برادر دوقلو دفنه ولی برعکس خواهرش شخصیت مهربان و خوبی دارد و دوست هم کلاسی ایلول است. بعداً عاشق و دوست پسر ایلول شد. و بعد دوست پسر جمره شد.
(ودا یورت سور: نازان اوزگون ۱۱۳–۱)مادر دفنه و سرکان است. او گوکهان را کشت. بعداً مشخص می‌شود که او دفنه و سرکان را به فرزندی قبول کرده است. در بخش‌های پایانی فصل ۲ با دختران یتیم خانه مهربان می‌شود.
(نیل کسر: دفنه اوزگون ۱–۱۱۳) دختر نازان و خواهر دوقلو سرکان است. او برعکس سرکان شخصیت بدی دارد و دختران را بسیار اذیت کرد. او برای مدتی عاشق گوکهان بود و پس از مرگ او توسط مادرش، با اینکه گوکهان او را دوست نداشت بسیار ناراحت شد. او مانند مادرش دختران یتیم خانه را دوست ندارد.
(زینب ایرگات: هدیه یا هدوش ۱۱۳–۱) خدمتکار یتیم خانه که به دخترها بسیار نزدیک است.
|بورجو آلممان || سلین || ۱۱۳–۳۵ || مادر گونی و همسر سابق اکرم. او سعی داشت گونی و سونگول را از هم جدا کند و با ازدواج و حتی بچه دار شدن آنها بسیار مخالف بود. اما پس از مرگ سونگول او ادم خوبی شد.
|-
|جانسو فیرینجی|| کمال ییلماز || ۸۴–۱ || ناپدری ایلول است که به ایلول چشم دارد به‌طور اتفاقی مسعوده، مادر ایلول را می‌کشد او به دلیل جرم‌هایی که مرتکب شده مدتی مجرم فراری شناخته می‌شود و در نهایت به دلیل جراحت شدید و برق گرفتگی در قسمت ۸۴ می‌میرد.
|-
|دریا آرتمیل || مسعوده ییلماز || ۷۷–۱ || مادر ایلول و بشری و متین و همسر کمال است. او تجاوز کمال به ایلول را باور نکرده و ایلول را به یتیم خانه می‌سپارد اما بعداً در اثر سقوط از پله‌ها فلج می‌شود کمال جلوی چشم او قصد تجاوز به ایلول را دارد اما موفق نمی‌شود و در نهایت مسعوده به دست کمال کشته می‌شود.
|-
|یاغمور اون || زینب درین اوغلو || ۴۱–۲۴ || خواهر جمره
|-
|بیرژن آنژین || بانو ساواش || (۲۰–۹)-(۶۳–۳۲)-(۸۸–۸۷) || مادر کادر است که مدتی با پدر گونی رابطه داشته و از او بچه دار شد اما بعداً بچه خود را کشت به همین علت به تیمارستان فرستاده می‌شود و در نهایت در قسمت ۸۸ بر اثر آتش‌سوزی یتیم خانه می‌میرد.
|-
|اسما ییلماز || بوشرا آجار || ۱۱۳–۱ || بوشرا خواهر ایلول و متین و دختر مسعوده است.
|-
|ساجده تاشانر|| نریمان سونمز || ۱۱۳–۱ || او مدیر خوابگاه یتیم خانه است اما بعدها به علت اشتباه در کارش اخراج می‌شود.
|-
|اسرا درمانچی‌اوغلو|| زهرا || ۱۱۳–۶۳ || نامادری سونگول و همسر سعدالله است، او زنی بسیار پول‌دوست است. و قبل از مرگ سعدالله از او بچه‌دار شد و سونگول صاحب خواهر شد
|-
|کاآن کاساپ اوغلو || مرت || ۱۱۳–۳۲ || او اول با ساغر دوست شد و سپس عاشق سونگول شد و در نهایت او دوست پسر مارال شد. اما در قسمت پایانی بخواسته مارال تا مرت زندگی اش را با راحتی و خوشحالی ادامه دهد از هم جدا شدند و مرت با شخص دیگری وارد رابطه شد.
|-
|دنیز اوغور || ماجده || ۱۰۷–۸۵ || او همسر صدری (پدربزرگ کادر) است. او مدتی بعد از مرگ صدری، تمامی ثروت شرکت لوکومجوزاده‌ها را بالا کشیده و به خارج از کشور فرار می‌کند
|-
|ایلول سو ساپان || هاریکا || ۹۴–۸۵ || دختر ماجده. (در قسمت ۹۴ براثر تصادف می‌میرد)
|-
|اردوغان سیجاک || صدری لوکومجوزاده || ۹۱–۸۴ || او پدربزرگ کادر است، او فکر می‌کرد مارال نوه‌اش است ولی مدت‌ها بعد، هنگام مرگش می‌فهمد که کادر نوهٔ واقعی‌اش است، او چندثانیه قبل از مرگش تلاش کرد که به کادر بفهماند پدربزرگش است ولی موفق نمی‌شود و می‌میرد.
|-
|بوراک توزکوپاران || کمیسر علی گوکتورک || ۱۱۳–۸۹ (فصل۳) || رئیس پلیس شعبه کودکان و دوست پسر ایلول است. (آنها در قسمت آخر فصل پایانی ازدواج می‌کنند)
|-
|هازال بنلی || کمیسر فادیک || ۱۱۳–۸۹ (فصل۳) || کمیسر پلیس شعبه کودکان است و با علی کار می‌کند.
|-
|تایانچ آیایدین || اژدر لوکومجوزاده || ۹۰–۱۱۳ || برادر زاده صدری
|-
|اوزور باشول || تونا || ۱۱۳–۱۰۱ || نازان او را به عنوان همکار جمره در آژانس مد معرفی می‌کند. و مخفیانه به او پول می‌دهد که بتواند جمره و سرکان را از هم جدا کند
|-
|بولنت دوزگون اوغلو || یاووز || ۱۰۹–۱۰۶ || بابای واقعی دافنه و سرکان است. او در قسمت ۱۰۹ توسط ساغر کشته می‌شود.